# Laurent Delahousse (diplomate)
Pour les articles homonymes, voir Delahousse.
Pour le journaliste, voir Laurent Delahousse.
Ne pas confondre avec François Delahousse, également diplomate.
Laurent Delahousse, né le 3 août 1962, est un diplomate français.

## Biographie
À sa sortie de l'ENA (promotion Liberté-Égalité-Fraternité, 1987-1989), il commence sa carrière comme directeur du bureau des Affaires européennes au ministère de la Coopération et du Développement de 1991 à 1992.
Il est affecté, en décembre 1992, au ministère des Affaires étrangères. Il est successivement :
- rédacteur au sein du service de coopération économique de 1993 à 1995. Il est notamment chargé du marché intérieur européen, du budget européen, de l’union économique et monétaire et du suivi des négociations sur l’adhésion de l’Autriche,  de la Finlande, de la Suède et de la Norvège à l'Union ;
- sous-directeur des Affaires communautaires internes à la Direction de la coopération européenne de 1999 à 2002. Lui et son équipe s'occupent alors, d'une manière générale, des politiques de l'Union ainsi que de ses problèmes institutionnels, au premier titre desquels la négociation du traité de Nice ;
- directeur adjoint chargé de l’Union européenne au Quai d'Orsay de 2009 à 2013, où il doit superviser l'ensemble des politiques européennes et, d'autre part, les relations avec 36 États d'Europe de la République française ;

Il est également, à deux reprises, conseiller pour les affaires européennes au sein du cabinet du ministre des Affaires étrangères, successivement sous Hervé de Charette (de 1995 à 1997) et Dominique de Villepin (de 2002 à 2004). Il occupe, enfin, trois postes à l'étranger : de 1997 à 1999, en Afrique du Sud, chargé du suivi de la politique intérieure de l’ambassade de France en Afrique du Sud; en Australie, ensuite, de 2004 à 2006, consul général de France à Sydney ; de 2007 à 2009 aux États-Unis, enfin comme premier conseiller à l’ambassade de l'ambassade de France aux États-Unis.
Le 26 mai 2013, il est nommé ambassadeur de France au Zimbabwe,.
Il est également nommé, le 2 octobre 2014, ambassadeur de France au Malawi, en restant néanmoins en résidence à Harare. Il est remplacé en 2017.
En septembre 2016 il devient ambassadeur de France au Burundi, jusqu'en août 2019.
En novembre 2019 il prend les fonctions d'Envoyé spécial pour la diplomatie publique en Afrique, auprès du directeur d'Afrique et de l'océan indien au ministère de l'Europe et des Affaires étrangères.
D’octobre 2020 à août 2023 il est ambassadeur, chef de délégation de l’Union européenne au Libéria.
Depuis octobre 2023 il est conseiller diplomatique du préfet de la Guyane.